# Augustów
Augustów (udtale: [au̯ˈɡustuf]  ( hør)  er en by  i den nordlige del af voivodskabet Podlaskie i det nordøstlige Polen,  med   29.494(2021)  indbyggere og et areal på 	80,90   km².  Den  er en del af powiatet (amt) Augustów. Det ligger ved floden Netta og Augustów-kanalen.

## Historie
En bosættelse i området blev første gang nævnt i 1496. Augustów blev etableret omkring 1540 af Bona Sforza og tildelt Magdeburg-rettigheder i 1557 af Sigismund 2. August, som den også var opkaldt efter. Indtil 1569 tilhørte Augustów Storhertugdømmet Litauen. I 1569 blev den en del af Kongeriget Polens krone, og de to  lande dannede Den polsk-litauiske realunion som et resultat af Lublinunionen. Augustów var en kongeby, beliggende i Podlaskie Voivodeship i Provinsen Lillepolen. Tatariske angribere ødelagde Augustów i 1656, og i anden halvdel af det 17. århundrede blev byen ramt af pest. Den 4. polske nationale kavaleribrigade var stationeret i Augustów i 1790.